# Mörttjärnen (Bjurholms socken, Ångermanland)
Mörttjärnen är en sjö i Bjurholms kommun i Ångermanland och ingår i Leduåns huvudavrinningsområde.